# Фельдмаршал-лейтенант

Знаки различия австрийского фельдмаршал-лейтенанта на воротнике мундира

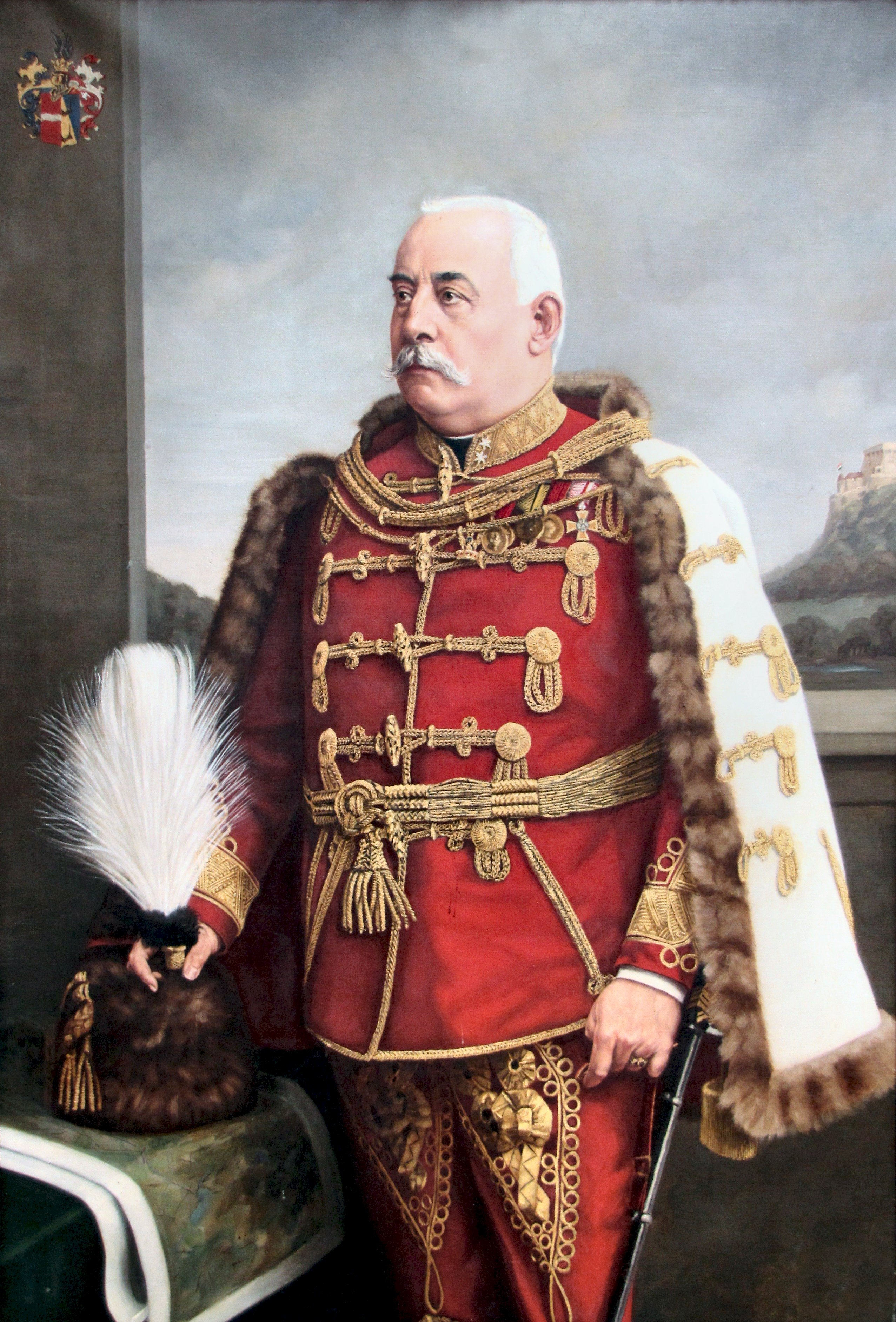
Австрийский фельдмаршал-лейтенант Стефан Майерхоффен фон Ведрополье. Начало 20 века.

Фельдмаршал-лейтенант — историческое воинское звание в Германии, Швеции, Дании, а также России. 

## ВСвященной Римской империи,Австрии,Австро-Венгриии Венгрии
Впервые введено в императорской армии в годы Тридцатилетней войны: в числе первых его получили Иллов (8 апреля 1632 года) и Хольк (25 августа 1632 года). Это звание, примерно соответствовавшее званию генерал-лейтенанта в других армиях, использовалось в императорской, затем австрийской и австро-венгерской армиях вплоть до конца Первой мировой войны и распада Империи (1918), а в венгерском королевстве вплоть до конца Второй мировой войны (1945).
Старшинство генералов в императорской, австрийской и австро-венгерской (1867-1918) армиях, а также в королевской венгерской армии (1920-1945)
- фельдмаршал
- генерал-полковник (1915-18)
- фельдцейхмейстер, генерал кавалерии, а также генерал пехоты (1908-18)
- фельдмаршал-лейтенант (ФМЛ)
- генерал-фельдвахмистр, затем генерал-майор

### В Австрии
В Австрийской республике это звание носили:
- Людвиг Хюльгер
- Оскар фон Энглиш-Поппарих
- Карл Тарбук
- Эрнст Клепш-Кирхнер
- Ойген Бейер
- Иоганн Фридландер
- Теодор Хазельмайр
- Иоганн Кубена
- Вильгельм Гебауэр
- Рудольф Матерна
- Карл Ляйтнер
- Фридрих Янда
- Альфред Янза фон Танненау
- Альфред фон Вальдштеттен

### В Венгрии
В Королевстве Венгрия (1920-1944) это звание называлось Altábornagy. 
- Эрнё Дьимеши (до 1918 г Эрнст Гросс) (1888–1957), командир VII корпуса, 1942-43 гг.
- Йожеф Хеслени (1890–1945), командующий 3-й армией, 1944 год.
- Михай Ибрани, (1895–1962), командир V корпуса, 1944 г.
- Бела Миклош (1890–1948), командир «Подвижного корпуса», 1941 г.
- Янош Секеи (1889–?)

## ВШвеции
В Швеции первым фельдмаршал-лейтенантом наименован Г. К. Кёнигсмарк в 1648 году, причём он был поставлен выше генерал-лейтенанта и полного генерала перед званием фельдмаршала. 
Это звание в шведской армии использовалось до начала XVIII века. Вероятно, последним его носил Аксель Юлиус Делагарди (1637–1710) — генерал-губернатор Эстляндии.

## ВДании
Звание фельдмаршал-лейтенанта датской армии с 1697 года носил Кристиан Гюлленлёве (1674–1703).

## ВБаварии
В 1682 году звание фельдмаршал-лейтенанта и должность президента баварского Гофкригсрата (Придворного военного совета) получил Ганнибал фон Дегенфельд при молодом курфюрсте Максимилиане II Эммануэле (фельдмаршалом числился герцог Пфальц-Зульцбахский).

## В России
В 1704 году русский царь Пётр I ввёл чин генерал-фельдмаршал-лейтенанта для перешедшего к нему на службу императорского фельдмаршал-лейтенанта Г. Б. Огильви. Этот чин в российской армии не прижился, он не вошел в Петровский Табель о рангах 1722 года, и за всю историю российской армии звание генерал-фельдмаршал-лейтенанта носили два военачальника: 
- Г. Б. Огильви (1704) — в 1706 году перешёл на службу польского короля и саксонского курфюрста Августа II в чине генерал-фельдмаршала
- Г. фон дер Гольц (1707) — за неподчинение А. Д. Меншикову в 1710 году отдан под трибунал, приговорён к смерти, но помилован и выслан из России в 1711 году.